# Torrent de Monner
El torrent de Monner és un curs d'aigua del Vallès Occidental. Neix a prop de Matadepera, tot i que dins del terme municipal de Terrassa. Un cop arriba al nucli urbà de Terrassa és soterrat i surt a l'exterior allà on comença el parc de Vallparadís. El torrent desemboca al Torrent de Vallparadís. Amb motiu de les obres del FGC a Terrassa la Generalitat de Catalunya va haver de fer diverses adequacions del terreny per on passa el torrent durant el 2012 i 2013.